# Stenungsunds station
Stenungsunds station är en järnvägsstation i Stenungsund som ligger vid Bohusbanan. Stationen öppnade 1907. Vid stationen stannar regionaltåg (Bohuståget) som går mellan Göteborg C och Uddevalla samt Strömstad. Det tar 39 minuter till Göteborgs Central med tåg och 33 minuter till Uddevalla. Det går upp till två tåg i timmen till Göteborg och ett i timmen till Uddevalla.